# Maharana Pratap
Pratap Singh I (9 de maio de 1540 — 19 de janeiro de 1597), popularmente conhecido como Maharana Pratap (escutarⓘ), foi o 13º rei de Mewar, uma região no noroeste da Índia no atual estado de Rajasthan. Ele foi intitulado como "Mewari Rana" e foi notável por sua resistência militar contra o expansionismo do Império Mughal. Ele foi considerado um dos maiores guerreiros de todos os tempos e sua lendária defesa do povo de Mewar do Akbar e guerreiro posterior. Ele participou e lutou na guerra de Haldighati e na Batalha de Dewar-Chapala. Ele finalmente conquistou seu império e salvou a dignidade dos Sisodias de Mewar e seu cavalo Chetak foi chamado como o maior cavalo em seu sacrifício pelo mestre.
Alegadamente, Pratap morreu de ferimentos sofridos em um acidente de caça em Chavand em 19 de janeiro de 1597, aos 56 anos. Ele foi sucedido por seu filho mais velho, Amar Singh I. Em seu leito de morte, Pratap disse a seu filho para nunca se submeter aos Mughals e ganhar Chittor de volta.